# Fu (poesia)
Fu (xinès: 賦 "Poema descriptiu") és una espècie de poema en prosa popular a l'antiga Xina, especialment durant la Dinastia Han.
Durant la Dinastia Han, les lletres de tipus Chu Ci evolucionaren en fu. És un tipus de poema en prosa amb introductòria, concloent, o altres passatges intercalats que es troben en prosa, normalment en forma de preguntes i respostes. El fu és sovint anomenat rapsòdia, però també ha estat anomenat "rima en prosa", "exposició", i de vegades "assaig poètic".
Un fu Han és normalment molt llarg, descriu un tema de forma exhaustiva des de tots els angles possibles, i és usat en general per mostrar l'habilitat retòrica i lèxica del poeta en comptes de per poder expressar els sentiments personals. Des que està destinat a imprimir-se i mostrar-se, el fu Han es denomina el "fu epidèictic". Un dels més coneguts fu han és el Tianzi Youlie Fu (天子遊獵賦 "Rapsòdia sobre el Fill del Cel a una Caça Relaxada") de Sima Xiangru. El filòsof Yang Xiong, l'historiador Ban Gu, i l'astrònom Zhang Heng també van escriure rapsòdies importants durant el període Han.
Durant les Sis Dinasties, fu roman com un gènere poètic important, i juntament amb shi formar els dos pilars bessons i genèrics de la poesia xinesa fins que el shi comença a dominar en la Dinastia Tang.
El fu típic de les Sis Dinasties és molt diferent que el de Han, sent molt més curt, i de vegades personal, expressiu, i lírics. Molts no tenen apèndixs de prosa, i està compost enterament de versos rimats en metre regular, en general hexàmetre. Un bon exemple de principis d'aquesta "curta lírica fu" (shuqing xiao fu 抒情小賦) és el Qin Fu de Xi Kang (琴賦) "Rapsòdia de la Cítara). Una altra obra representativa d'aquest tipus és l'Ai Jiangnan Fu (哀江南賦 "Rapsòdia en el Plany del Sud") de Yu Xin.